# Pequeno sábado
Pequeno sábado (em inglês:  Little Saturday, em búlgaro:  малката събота, Bokmål e em dinamarquês:  lille lørdag, em finlandês:  pikkulauantai, nynorsk: litle laurdag, em sueco:  lillördag) é um conceito europeu especialmente celebrado nos países nórdicos que adiciona quarta-feira à lista de "dias de bebida". Muitas discotecas e bares ficam abertos até tarde e oferecem muitos tipos de "pequenos especiais de sábado" como shows de música e bebidas especiais.

## Variantes por país
Adolescentes e jovens adultos suecos e noruegueses costumam usar lillördag, ou lille lørdag, como sinônimo de quarta-feira (Onsdag em sueco e norueguês).
Na Bulgária, "малката събота" é bem conhecido entre os jovens e as gerações mais velhas também, e é muito comum as pessoas saírem para beber. A percepção comum é que uma pessoa vai ficar muito bêbada na quarta-feira e usar a quinta-feira para ir trabalhar para ficar sóbria até que a mesma pessoa esteja sóbria o suficiente para sair na sexta-feira e ficar bêbada novamente depois do trabalho.
No Reino Unido e na Irlanda, "Little Saturday Wednesdays" oferecem descontos para estudantes em alguns bares, e a quarta-feira como Little Saturday é em alguns lugares vista como a noite dos estudantes, embora não seja tão difundida quanto em outros países.
Na Suécia, a tradição vem do piglördag (as empregadas de sábado), que caiu em uma quarta-feira. Esse era o dia em que a empregada tinha folga, pois normalmente não tinha folga aos sábados.
O equivalente finlandês é chamado pikkulauantai. O dia é visto como o início do fim de semana e, portanto, dá um motivo para festa. É comum entre os estudantes das grandes cidades sair às quartas-feiras para se divertirem.
"Little Saturday" também é um termo comum entre os moradores de Knox Prairie, North Texas Plains, referindo-se a um fim de semana antecipado.
"Little Saturday" referindo-se à quarta-feira também é um conceito bem conhecido entre os sul-africanos, jovens e velhos e é usado para justificar uma bebida no meio da semana quando a semana parece muito longa.
Em Ithaca NY, Little Saturdays são referenciados como "Terapia de Grupo".